# 문승우 (정치인)
문승우(文承宇, 1954년 8월 8일~)는 대한민국의 정치인이다. 제11대, 제12대 전북특별자치도의원이다.

## 학력
- 미룡국민학교 (졸업)
- 군산중앙중학교 (졸업)
- 군산중앙고등학교 (졸업)
- 국립군산대학교 해양과학대학 생산학과 (학사)
- 국립군산대학교 대학원 체육학과 (석사)

## 경력
- 호원대학교 겸임교수
- 군산시 자원봉사센터장
- 더불어민주당 정책위원회 부의장
- 2018년 7월 1일~2022년 6월 30일: 제11대 전라북도의회 의원
- 2022년 7월 1일~: 제12대 전라북도의회 의원
  - 제12대 전라북도의회 의장
- 2024년 9월~: 제19대 전반기 대한민국시도의회의장협의회 고문

## 역대 선거 결과
|  | 78.54% |

|  | 79.90% |